# Нуна Млодзейовська-Щуркевичова
Нуна Млодзейовська-Щуркевичова, повне ім'я Марія Антоніна Щуркевич, уроджена Млодзейовська (нар. 11 листопада 1884, Житомир — 23 січня 1958, Познань, Польща) — польська актриса театру, режисерка та художня керівниця театрів; педагог, декан драматичного відділу Державної музичної консерваторії в Познані (1920−1925).

## Життєпис

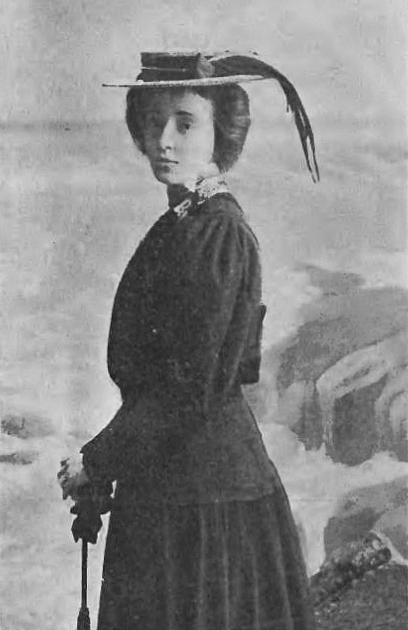
фото 1906 р.

Народилася Нуна в сім'ї поміщика Леона Млодзейовського та Валентини, уродженої Недзельської. Навчалась у Кракові на Вищих жіночих курсах імені А. Баранецького, а потім на акторських курсах у Ванди Сімашкової. Пізніше переїхала до Варшави і вступила до класу драми, організованого Варшавським музичним товариством. Розширювала свої знання, беручи індивідуальні уроки у Марії Пшибилко-Потоцької.
Млодзейовська дебютувала 29 листопада 1902 року в польському театрі в Познані, в ролі Анни у Варшавянці — драма Станіслава Виспянського. Біографічний словник польського театру, під редакцією Збігнєва Рашевського, вказує на те, однак, що її дебютом була роль Анєлі в Дівочих обітницях Александра Фредри (1 жовтня 1903 року, міський театр у Кракові). У перші роки виступала в ролі Нуни Ольховської.
Після першого сезону Млодзейовська подорожувала по Європі, відвідуючи Німеччину, Швейцарію та Францію. Повернулася в країну і в сезоні 1904/1905 року виступала на сценах у Познані. Наступний сезон вона провела у мандрівному театрі Ванди Сімашкової. Коли 17 жовтня 1906 р. після перерви, що тривала з 1864 р. в театрі Вільнюса Нуна Млодзейовська отримала в  посаду директора яку вона займала чотири сезони. Тим часом, 25 липня 1908 року вона вийшла заміж за актора Болеслава Щуркевича. 20 лютого 1910 року Нуна закінчила роботу в театрі у Вільнюсі і повернулася до Кракова, де два сезони грала в Театрі ім. Юліуша Словацького (колишній Міський театр).
З 1912 року протягом двох сезонів Нуна разом із чоловіком керували польським театром у Познані. У 1915 році Болеслава Щуркевича було призначено директором Польського театру в Москві, а Нуна Млодзейовська-Щуркевичова грала на тамтешній сцені. Через рік вони обидва переїхали в Театральну студію в Київ, де Щуркевич був директором протягом двох сезонів, а Нуна грала на сцені.
Після повернення Польщі незалежності вони повернулися до Познані, де Нуна Млоджейовська-Щуркевич грала та керувала виставами в Польському театрі під керівництвом чоловіка. У 1920−1935 рр. Нуна керувала драматичним відділом Державної музичної консерваторії в Познані, а з 1927 р. — Драматичною школою. У 1933 році Болеслав Щуркевич помер у Закопаному, а Нуна залишилася без постійної участі. Вона виступала в гостях на сценах познанських театрів, а також ставила вистави у Вільнюсі та Торуні.
У 1939 році Нуна переїхала до Варшави і лише в 1945 році повернулася до Познані, до Польського театру. Там грала і викладала в Драматичній студії. У 1947 р. протягом кількох місяців працювала художнім керівником у Міському театрі Гнезно, але сезон 1947/1948 р. провела в Малому театрі у Щецині. Наступний сезон провела в Польському театрі в Познані, а з 1949 року — у об'єднаному Польському та Новому театрах.
7 березня 1954 року Нуна Млодзейовська-Щуркевич відсвяткувала 50-річчя своєї художньої діяльності на сцені Польського театру. На той час її здоров'я вже було дуже поганим, і вона померла в Познані 23 січня 1958 року у віці 73 років.
Похована на Цвинтарі заслужених Великополян (квадрат 4-81).

## Ордени та відзнаки
- Офіцерський хрест Ордена Відродження Польщі (11 листопада 1937 р.)[10]
- Золотий Хрест заслуги (двічі: 9 листопада 1932 р.[11], 16 лютого 1951 р.[12])
- Срібний Академічний лавр (5 листопада 1935 р.)[13]